# Dmytro Kryskiw
Dmytro Ihorowytsch Kryskiw (ukrainisch Дмитро Ігорович Криськів; * 6. Oktober 2000 in Charkiw) ist ein ukrainischer Fußballspieler.

## Karriere

### Verein
Kryskiw spielte in seiner Jugend zunächst bei Metalist Charkiw und wechselte später zu Schachtar Donezk, wo er dann die weiteren U-Mannschaften durchlief und zur Saison 2018/19 in die zweite Mannschaft aufrückte. Im September 2020 wurde er kurz an den FK Mariupol verliehen, kam aber ohne ein Spiel gemacht zu haben nach gut einer Woche direkt wieder zurück. Ab Oktober 2020 folgte eine Leihe zu Metalist 1925 Charkiw, wo er in der zweiten Liga zum Stammspieler wurde und mit der Mannschaft den Aufstieg klar machte. So hatte er dort auch seine ersten Einsätze in der Premjer-Liha. Seit der Spielzeit 2022/23 ist er wieder zurück bei Schachtar. Er debütierte bei einem 3:0-Sieg über Kolos Kowaliwka am 19. Oktober 2022, als er zur 76. Minute für Heorhij Sudakow eingewechselt wurde. In dieser Saison erhielt er zudem seine ersten Einsätze in der Champions League und der Europa League. Am Ende wurde er mit seinem Team Meister.

### Nationalmannschaft
Nach Einsätzen für die ukrainische U17 kam er auch bei der U19 in paar Qualifikationsspielen für Turniere zum Einsatz. Im Juni 2019 debütierte er für die U21, mit der er später an der Europameisterschaft 2023 teilnahm, bei der man das Halbfinale erreichte – dieses verpasste er jedoch aufgrund einer Gelbsperre.